# Wolfgang Hillen (Bibliothekar)
Wolfgang Hillen (* 20. Mai 1945 in Bad Honnef) ist ein deutscher Romanist und Bibliothekar.

## Wirken
Wolfgang Hillen studierte Romanistik, Geschichte und Alte Geschichte. Nach dem Staatsexamen für den höheren Schuldienst 1969/70 promovierte er 1972 an der Universität Bonn. Im gleichen Jahr trat er als Bibliotheksreferendar an der Universitätsbibliothek Bonn in die Ausbildung für den höheren Bibliotheksdienst ein und legte 1974 am Bibliothekar-Lehrinstitut des Landes Nordrhein-Westfalen die Fachprüfung hierfür ab. Seit 1974 war er dann bis zum Eintritt in den Ruhestand 2008 an der Universitätsbibliothek Bonn tätig. Er wirkte dort als Leiter der Erwerbungsabteilung und langjähriger Fachreferent für das DFG-Sondersammelgebiet Romanistik.
In Bonn betreibt Hillen außerdem den Romanistischen Verlag.

## Veröffentlichungen (Auswahl)
- Sainéans und Gilliérons Methode um die romanische Etymologie (= Romanistische Versuche und Vorarbeiten, Bd. 45). Romanisches Institut der Universität Bonn 1973 (Dissertation Universität Bonn).
- Raymond Queneau. Bibliographie des études sur l'homme et son oeuvre (= Bibliographien zur Romanistik, Bd. 2). Ed. Gemini, Köln 1981, ISBN 3-922331-06-8.
- (mit Hans Ulrich Becker): Die Textsammlungen mit Dossiercharakter für den Französischunterricht der Sekundarstufe II (= Französischunterricht – Untersuchungen und Materialien, Bd. 1). RHV, Bonn 1983, ISBN 3-923817-02-9.
- (mit Wolfgang Sykorra): Bibliographie der literarischen Textausgaben für den Französischunterricht der Sekundarstufe II (= Materialien und Hilfsmittel zum Französischunterricht, Bd. 1). Romanistischer Verlag, Bonn 1985, ISBN 3-924888-02-7.
- (mit Ludwig Rheinbach bzw. Astrid Klapp-Lehrmann): Einführung in die bibliographischen Hilfsmittel für das Studium der Romanistik. Zwei Bände (= Bibliographica Romanica, Bd. 2). 2. Aufl. Romanischer Verlag, Bonn 1989/1994.
- (mit Annemarie Nilges): Das Bibliothekswesen Frankreichs (= Elemente des Buch- und Bibliothekswesens, Bd. 14). Reichert, Wiesbaden 1992, ISBN 978-3-88226-557-6.
- (mit Corinne Bart): Die Provence rund um den Mont Ventoux. Romanistischer Verlag, Bonn 2010, ISBN 978-3-86143-193-0.
- (mit Richard Baum): Romania und Latinitas. Die Entstehung romanischer Schrifttumsgemeinschaften (= Abhandlungen zur Sprache und Literatur, Bd. 200). Romanistischer Verlag, Bonn 2023, ISBN 978-3-86143-219-7.